# Vesa-Matti Loiri
Vesa-Matti Loiri, född 4 januari 1945 i Helsingfors, död 10 augusti 2022 i Helsingfors, var en finländsk skådespelare, musiker och komiker. Han var bland annat känd för sin roll som Uuno Turhapuro, som han spelade i 20 filmer mellan 1973 och 2004.
Loiri blev skådespelare 1962 med en roll i filmen "Pojat", som regisserades av Mikko Niskanen. Han gjorde de flesta av sina filmer tillsammans med Spede Pasanen. 2005 hade han huvudrollen i filmen Kaksipäisen kotkan varjossa, som regisserades av Timo Koivusalo. Han hade också en roll i "Pahat pojat" som regisserades av Aleksi Mäkelä år 2003.
Som musiker har Loiri framfört verk av Perttu Hietanen, dikter av Eino Leino och sånger av Juha Vainio samt givit ut en skiva med sånger av Carl Michael Bellman översatta till finska. Han spelade även flöjt. Han var Genies röst i den finska dubbningen av filmen Aladdin, där han även framförde ett musiknummer med Friend Like Me. I Eurovision Song Contest 1980 kom han på nittonde och sista plats med låten "Huilumies".